# هلالي الفخذ المشابه
هلالي الفخذ المشابه (الاسم العلمي: Menemerus affinis)، نوع من العناكب القافزة المنتمية إلى جنس هلالي الفخذ تعيش في الإمارات العربية المتحدة.
affinis تعني قريب أو مشابه وسميت كذلك لصلتها الوثيقة والمشابه بنوع هلالي الفخذ العربي (M. arabicus ).